# 特雷斯弗龙泰拉斯
特雷斯弗龙泰拉斯是巴西圣保罗州的一个市镇。总面积152.698平方公里，总人口5189人，人口密度34人/平方公里。